# ميغيل دا سيلفا
ميغيل دا سيلفا (بالبرتغالية: Miguel da Silva) هو كاهن كاثوليكي ورياضياتي برتغالي، ولد في 1480 في يابرة في البرتغال، وتوفي في 1556 في روما في إيطاليا.